# NGC 7513
NGC 7513 (również PGC 70714 lub UGCA 437) – galaktyka spiralna z poprzeczką (SBb/P), znajdująca się w gwiazdozbiorze Rzeźbiarza. Odkrył ją Albert Marth 24 września 1864 roku.